# سن خوزه دل گاوریاره
سان خوسه دل گاوریاره (به اسپانیایی: San José del Guaviare) یک سکونتگاه مسکونی در کلمبیا است که در بخش گواویره واقع شده‌است.

## خصوصیات
سان خوسه دل گاوریاره ۱۶٫۶۵۴ کیلومترمربع مساحت و ۴۴٬۶۲۵ نفر جمعیت دارد و ۱۸۵ متر بالاتر از سطح دریا واقع شده‌است.